# Hypnotized (Purple Disco Machine e Sophie and the Giants)
Hypnotized è un singolo del DJ tedesco Purple Disco Machine e della cantante britannica Sophie and the Giants, pubblicato l'8 aprile 2020 come primo estratto dal secondo album in studio di Purple Disco Machine Exotica.

## Descrizione
Hypnotized è una canzone nu-disco composta in chiave Si minore con un tempo di 108 battiti per minuto. In Italia è stata scelta per una campagna pubblicitaria di Sky Wifi.

## Video musicale
Il video musicale è stato reso disponibile attraverso il canale YouTube del DJ il 6 agosto 2020.

## Tracce
Testi e musiche di Matthew R. Johnson, Michael Kintish, Sophie Scott e Tino Schmidt.
Download digitale
1. Hypnotized – 3:15

Download digitale – Roosevelt Remixes
1. Hypnotized (Roosevelt Remix) – 3:51
2. Hypnotized (Roosevelt Extended Mix) – 5:18
3. Hypnotized (Extended Mix) – 5:46

Download digitale – Loods Remixes
1. Hypnotized (Loods Remix) – 5:09
2. Hypnotized (Loods Dub Remix) – 5:08

Download digitale – Club Dub Mix
1. Hypnotized (Club Dub Mix) – 4:56

## Successo commerciale
Il brano ha ottenuto notevole successo in Italia tra l'estate e l'autunno 2020, dove è risultato il più trasmesso dalle radio in tutto l'anno, nonché il settimo più venduto e riprodotto in streaming.

## Classifiche

### Classifiche settimanali
| Classifica (2020-21) | Posizione massima |
| -------------------- | ----------------- |
| Austria              | 23                |
| Belgio (Fiandre)     | 9                 |
| Belgio (Vallonia)    | 55                |
| Croazia              | 12                |
| Francia              | 61                |
| Germania             | 11                |
| Italia               | 2                 |
| Lituania             | 14                |
| Paesi Bassi          | 31                |
| Polonia              | 1                 |
| Repubblica Ceca      | 63                |
| Romania              | 62                |
| Slovacchia           | 40                |
| Slovenia             | 2                 |
| Svizzera             | 18                |

### Classifiche di fine anno
| Classifica (2020) | Posizione |
| ----------------- | --------- |
| Austria           | 55        |
| Germania          | 78        |
| Italia            | 7         |
| Polonia           | 32        |
| Classifica (2021) | Posizione |
| Belgio (Fiandre)  | 33        |
| Croazia           | 79        |
| Germania          | 48        |
| Italia            | 67        |
| Polonia           | 35        |
| Svizzera          | 61        |